# PAndAS
Археологическое исследование Пан-Андромеда (PAndAS) (англ. Pan-Andromeda Archaeological Survey) — масштабное астрономическое исследование с использованием телескопа Канада-Франция-Гавайи.
Обзор исследует структуру и содержимое галактики Андромеды (М31) и её соседки, галактики Треугольника (М33). Подсказки к образованию этих галактик могут находиться в огромном пространстве, которое изучается. PAndAS ищет эту историю, отсюда и термин "галактическая археология".
Проект возглавляет Доктор Алан Макконахи в Институте астрофизики Герцберга (NRC-HIA), и включает в себя более двадцати пяти исследователей из этого института, а также университетов Канады, Франции, США, Великобритании, Германии и Австралии.